# Enzo Guibbert
Enzo Guibbert, né le 16 juin 1995 à Béziers, est un pilote de course français.
Il a participé à des championnats tels que les Asian Le Mans Series, les European Le Mans Series, le Championnat du monde d'endurance FIA et le WeatherTech SportsCar Championship.

## Palmarès

### 24 Heures du Mans
| Année | Écurie         | Copilotes                    | Voiture         | Classe | Tours | Pos. | Class Pos. |
| ----- | -------------- | ---------------------------- | --------------- | ------ | ----- | ---- | ---------- |
| 2017  | Graff          | Éric Trouillet James Winslow | Oreca 07-Gibson | LMP2   | 318   | 43e  | 18e        |
| 2018  | G-Drive Racing | James Allen José Gutiérrez   | Oreca 07-Gibson | LMP2   | 197   | Abd. | Abd.       |

### Championnat du monde d'endurance FIA
| Année     | Écurie             | Voiture        | Moteur                     | Classe | 1   | 2   | 3   | 4   | 5     | 6   | 7   | 8   | Position | Points |
| --------- | ------------------ | -------------- | -------------------------- | ------ | --- | --- | --- | --- | ----- | --- | --- | --- | -------- | ------ |
| 2018-2019 | Larbre Compétition | Ligier JS P217 | Gibson GK428 4,2 l V8 Atmo | LMP2   | SPA | LMS | SIL | FUJ | SHA 6 | SEB | SPA | LMS | 17ë      | 8*     |

N.B. * Saison en cours. Les courses en " gras  'indiquent une pole position, les courses en "italique" indiquent le meilleur tour de course.

### WeatherTech SportsCar Championship
| Année | Ecurie                    | Châssis  | Moteur                     | Classe | 1     | 2 | 3 | 4 | 5 | 6 | 7 | 8 | 9 | 10 | 11 | 12 | Position | Points |
| ----- | ------------------------- | -------- | -------------------------- | ------ | ----- | - | - | - | - | - | - | - | - | -- | -- | -- | -------- | ------ |
| 2019  | PR1/Mathiasen Motorsports | Oreca 07 | Gibson GK428 4,2 l V8 Atmo | LMP2   | DAY 4 |   |   |   |   |   |   |   |   |    |    |    | 10e*     | 28*    |

N.B. * Saison en cours. Les courses en " gras  'indiquent une pole position, les courses en "italique" indiquent le meilleur tour de course.

### European Le Mans Series
| Année | Ecurie         | Châssis      | Moteur                      | Classe | 1     | 2        | 3     | 4     | 5     | 6      | Position | Points |
| ----- | -------------- | ------------ | --------------------------- | ------ | ----- | -------- | ----- | ----- | ----- | ------ | -------- | ------ |
| 2016  | Graff          | Ligier JS P3 | Nissan VK50VE 5,0 l V8 Atmo | LMP3   | SIL 3 | IMO EX   | RBR   | LEC 1 | SPA 1 | EST 3  | 3e       | 81     |
| 2017  | Graff          | Oreca 07     | Gibson GK428 4,2 l V8 Atmo  | LMP2   | SIL 7 | MON 4    | RBR 3 | LEC 3 | SPA 6 | POR NC | 7e       | 57     |
| 2018  | G-Drive Racing | Oreca 07     | Gibson GK428 4,2 l V8 Atmo  | LMP2   | LEC 6 | MON Abd. | RBR   | SIL   | SPA   | POR    | 20e      | 8      |